# Skinnticka
Skinnticka (Coltricia perennis) är en svampart som först beskrevs av L., och fick sitt nu gällande namn av William Alphonso Murrill 1903. Skinnticka ingår i släktet Coltricia och familjen Hymenochaetaceae.  Arten är reproducerande i Sverige. Inga underarter finns listade i Catalogue of Life.

## Bildgalleri

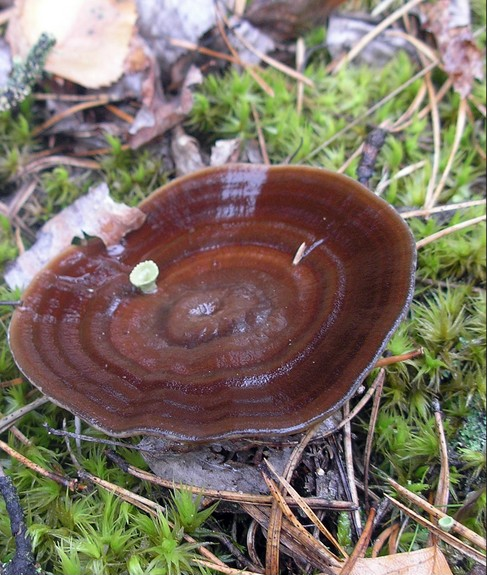
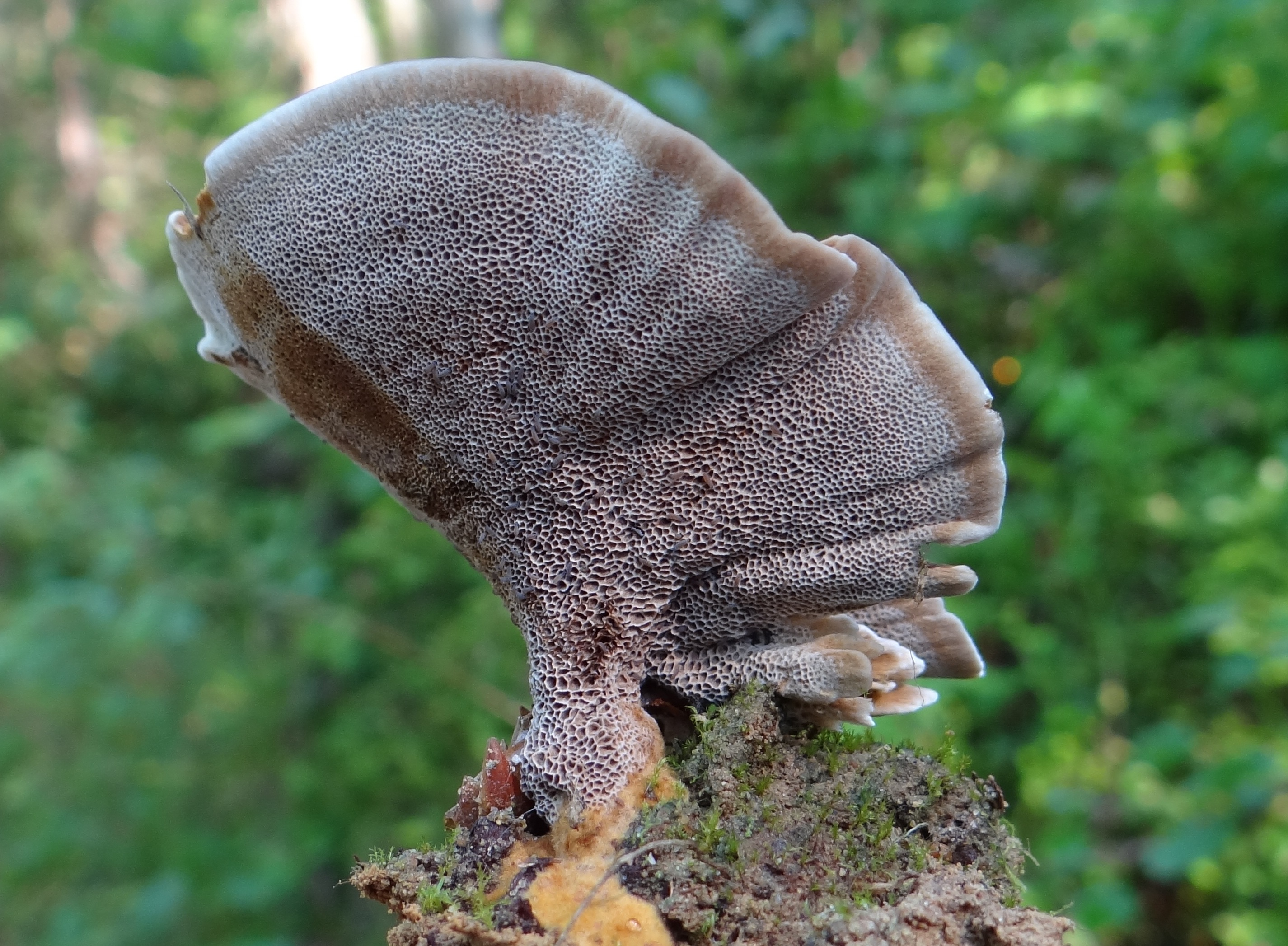
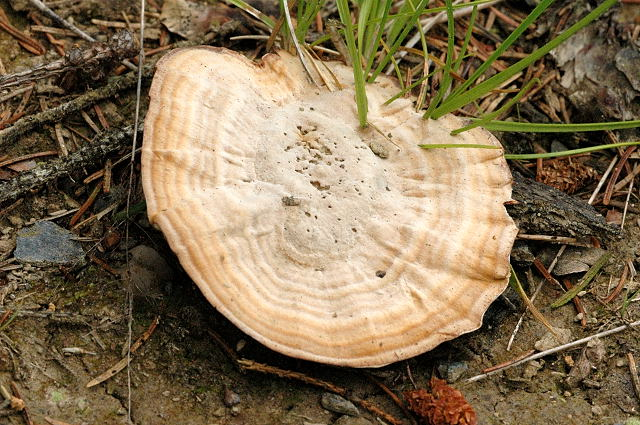
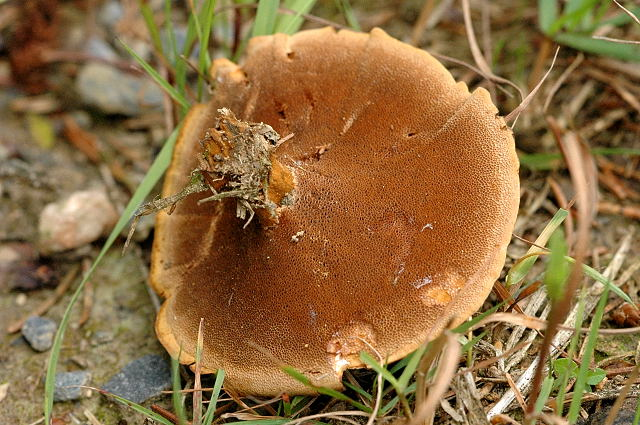
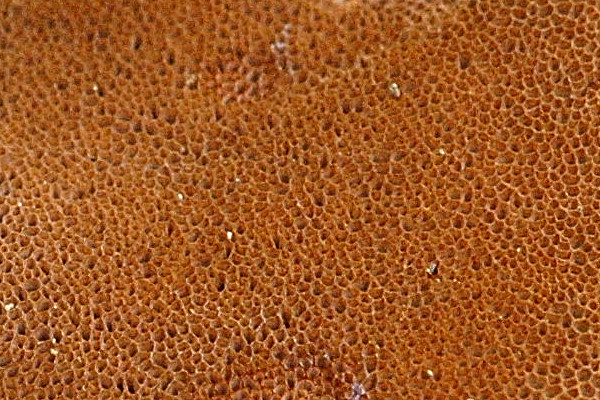